# Mecodina sumatrana
Mecodina sumatrana là một loài bướm đêm trong họ Erebidae.